# 伏孔菌科
伏孔菌科（学名：Aporpiaceae），也称分钉耳科，是木耳目下的一个科。

## 下属分类
本科包括以下属：
- 伏孔菌属 Aporpium Bondartsev & Singer
- 榆孔菌属 Elmerina Bresadola